# 爪形扁裸藻
爪形扁裸藻（学名：Phacus onyx）为裸藻科扁裸藻屬下的一个种。